# 1977 في رومانيا
فيما يلي قوائم الأحداث التي وقعت خلال عام 1977 في رومانيا.

## أحداث
- 4 مارس – زلزال فرنجيا 1977

## مواليد

### أبريل
- 18 أبريل – أدريان سينا ملحن روماني.

### مايو
- 14 مايو – أنكا بارنا لاعبة كرة مضرب ألمانية.

### يونيو
- 9 يونيو – سيبريان دانتشيو لاعب كرة قدم روماني.
- 18 يونيو – رازفان ساباو لاعب كرة مضرب روماني.

### يوليو
- 3 يوليو – كاتلين بورلاكو لاعب كرة سلة روماني.
- 16 يوليو – جوليان إيلي ملاكم روماني.

## وفيات

### مارس
- 6 مارس – إيوان دوميتراكي (مواليد 1889) عسكري روماني.

### يوليو
- 7 يوليو – ميكلوس كوفاتش (مواليد 1911) لاعب كرة قدم روماني.

### أكتوبر
- 15 أكتوبر – إشتيفان أفار (مواليد 1905) لاعب كرة قدم مجري.